# Akita Sanesue
Akita Sanesue (秋田実季?; 1576 – Ise, 11 gennaio 1660) è stato un daimyō giapponese del primo periodo Edo, capo del clan Akita. Figlio di Andō Chikasue, potente signore del nord della provincia di Dewa.
Sanesue giurò fedeltà a Toyotomi Hideyoshi nel 1590 durante l'assedio di Odawara, e servì sotto di lui durante numerose campagne inclusa l'invasione della Corea.
Durante la battaglia di Sekigahara si schierò con l'armata Orientale di Tokugawa Ieyasu. Quando Satake Yoshinobu fu spostato a nord nei domini degli Akita, il clan Akita, sotto il comando di Sanesue, fu spostato nel dominio di Shishido, nella provincia di Hitachi. Sanesue guidò i suoi figli in combattimento durante l'Assedio di Osaka. Nel 1630, per il suo discontento contro lo shogunato Tokugawa, fu esiliato ad Asama nella provincia di Ise, dove morì nel 1660.
Nonostante l'esilio, suo figlio Toshisue sopravvisse e fu spostato nel dominio di Miharu nella provincia di Mutsu, dove i suoi discendenti rimasero potenti fino alla resturazione Meiji.